# ALCO RSC-1
As locomotivas Diesel-Elétrica ALCO RSC-1 foram compradas pela SPR em 1946, sendo fabricadas pela American Locomotive Company nos EUA. Foram as primeiras locomotivas diesel adquiridas pela São Paulo Railway, e tiveram seus truques alterados para rodaram B-B, equiparando as locomotivas RS-1, compradas a partir de 1948.